# Mistrz księgi koronacyjnej Karola V
Mistrz księgi koronacyjnej Karola V – anonimowy iluminator francuski czynny w Paryżu w latach 1350–1378. 
Swój przydomek otrzymał od iluminacji wykonanych w manuskrypcie Księga koronacyjna Karola V, przy którym pracował wraz z Mistrzem Boqueteaux. Prawdopodobnie pracował przy dekoracji Poematu Guillaume de Machaut. Wraz z Jean Pucelle pracował przy kodeksie Très Belles Heures de Notre-Dame wykonując tam bas-de-pages z elementami pejzażu i barwne inicjały ze scenami figuralnymi o rozbudowanym przestrzennie tle. Pracował na dworze Filipa II.

## Przypisywane prace

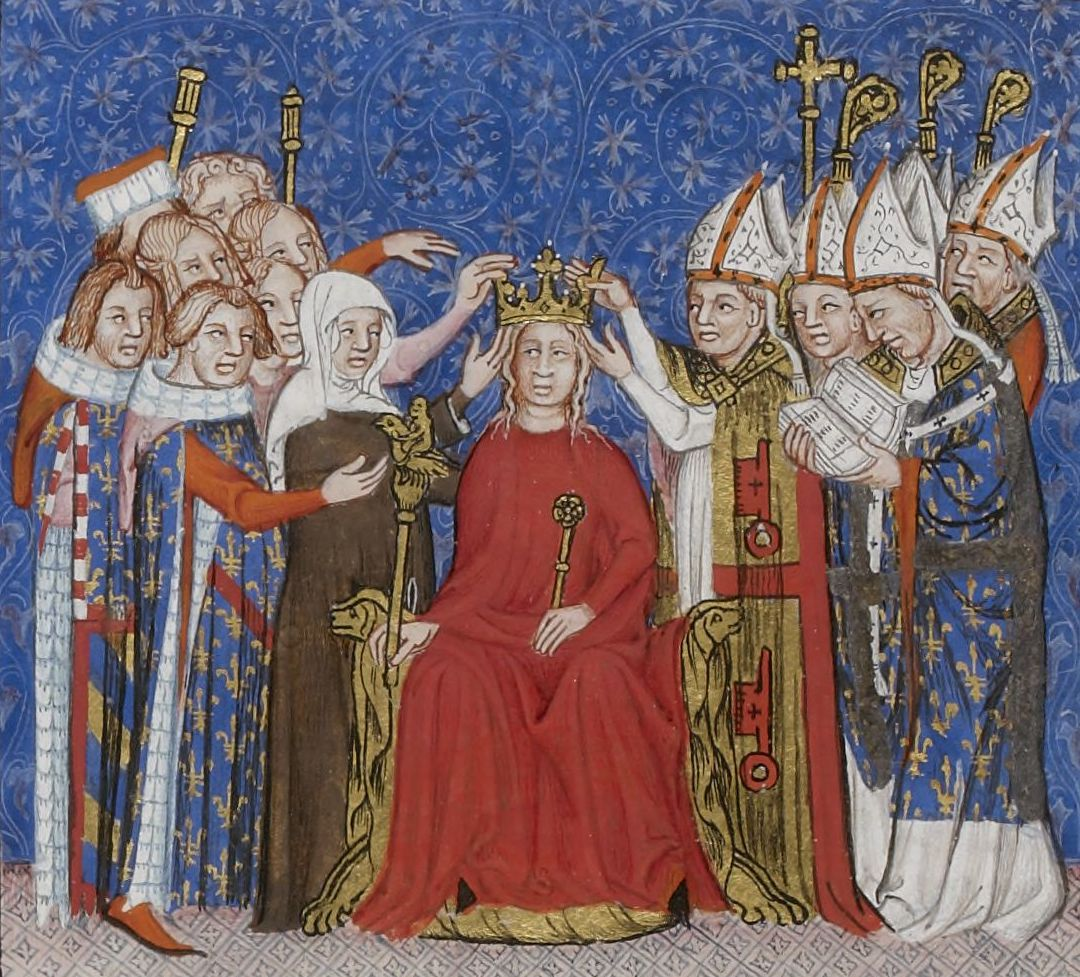
Koronacja Joanny Burbon
iluminacja z Wielkiej kroniki Francji Karola V